# توری (کومونه)
توری (به ایتالیایی: Turri) یک کومونه در ایتالیا است که در استان مدیو کامپیدانو واقع شده‌است. توری ۹٫۶ کیلومتر مربع مساحت و ۵۰۰ نفر جمعیت دارد و ۱۶۴ متر بالاتر از سطح دریا واقع شده‌است.